# Лі Тхань Тонг
Лі Тхань Тонг (в'єт. Lý Thánh Tông; 19 березня 1023 — 1 лютого 1072) — 3-й імператор династії Пізні Лі в 1054—1072 роках. Розпочав політику стосовно перетворення держави на повноцінну імперію.

## Життєпис

### Молоді роки
Був старшим сином спадкоємця трону Фат Ма та принцеси Кім Тх'єн. Народився 1023 року в Тханглонзі, отримавши ім'я Нят Тон. 1028 року після смерті діда Лі Тхай То батько посів трон Дайков'єту як Лі Тхай Тонг, а мати стала зватися імператриця Май Тхі. Нят Тон оголошений спадкоємцем трону.
Замолоду долучався до державних справ та військових походів. Також здобув знання з музики, літератури, історії, єдиноборств. У 1037 році брав участь у придушенні заколоту в тяу Лам. У 1039 році відзначився у поході проти гірського племені нунгів. 1040 року очолив судову систему Дайков'єту. У 1043 році придушив заколот в провінції Чау Аї. У 1044 році під час походу проти Чампи батько призначив Нят Тона намісником держави. У 1045 році під час хвороби батько знову став регентом.

### Панування
У 1054 році після смерті батька успадкував трон, прийнявши ім'я Лі Тхань Тонг. Невдовзі перейменував державу на Дайв'єт («Великий В'єт»), відобразивши цим свої політичні амбіції. Втім у китайських джерелах ця назва з'явилася лише у 1069 році.
Разом з тим продемонстрував своє буддистське ставлення до внутрішніх справ: були спалені знаряддя тортур, покращено становище в'язнів, вдвічі зменшено податок за 1055 рік. Велику увагу приділяв посиленню економічної потуги. Для цього заохочував сільськогосподарські роботи, видобуток золота і срібла, оподаткування стає більш гнучким, починається більш активна боротьба з корупцією. Завершується будівництво системи державних і провінційних рисосховищ.
Завершив реформу бюрократичного апарату. Впроваджується система платні для чиновників деяких рангів, яка надавалася як грошима, так і продуктами, змінено офіційний одяг сановників і чиновників. Були прийняті певні заходи для посилення особистої безпеки імператора. 
Продовжено політику попередників зі спорудження буддійських культових споруд всією країною та комплекс конфуціанських установ  — Храм літератури, Школа Синів Вітчизни тощо. 1057 року вперше була побудована 30-ярусна пагода. 1069 року було завершено спорудження першого Храму предків імператора (Тхаймієу).
Водночас бажання Дайв'єту встановити владу над гірськими племенами, що мешкали у прикордонні з імперією Сун, призводили до постійних конфліктів з останньою. У 1059 році загони в'єтської армії переслідуючи племена, що втекли з Дайв'єту, вдерлися на китайську територію (провінцію Ціньчжоу). Втім конфлікт вдалося залагодили мирними перемовинами. Втім з цього часу Сун посилює дипломатичні зусилля для провокування війни Чампи проти Дайв'єту.
1060 року відбувся новий прикордонний конфлікт з імперією Сун. 1068 року стає першим патріархом буддистської школи тхієн — Тхао Дионга. У 1069 році у відповідь на відмову Чампи сплачувати данину Лі Тхань Тонг очолив проти неї армію, яка завдала поразки чампському війську в битві біля річки Тимао. Також в битві біля гирла річки Нятле було переможено флот Чампи. Зрештою в'єтська армія здобула нову перемогу, полонивши Рудравармана III, володаря Чампи. Було сплюндровано ворожу столицю Виджайя й захоплено 50 тис. полонених. Рудравармана III вимушений був поступитися 3 своїми північними провінціями Ботінь, Діалі, Малінь. Втім виконання цього договору домігся вже наступник Лі Тхань Тонга.
1070 року в Тханглонзі було відкрито вищий освітній заклад Ван-М'єу (Храм літератури), що виконував функції на кшталт європейського університету. Того ж року було наказано спорудити в кожній провінції храм Конфуція.
Помер 1072 року. Йому спадкував син Лі Нян Тонг.

## Девізи правління
- 1054—1059 — Лонг-тхуі тхай-бінь в'єт. Long Thụy Thái Bình
- 1059—1066 — Тьионг-тхань зя-тхань в'єт. Chương Thánh Gia Khánh
- 1066—1067 — Лонг-тьионг тхієн-ти в'єт. Long Chương Thiên Tự
- 1068—1068 — Тхієн-хуонг баотионг в'єт. Thiên Huống Bảo Tượng
- 1069—1072 — Тхан-ву в'єт. Thần Vũ